# Ringugn

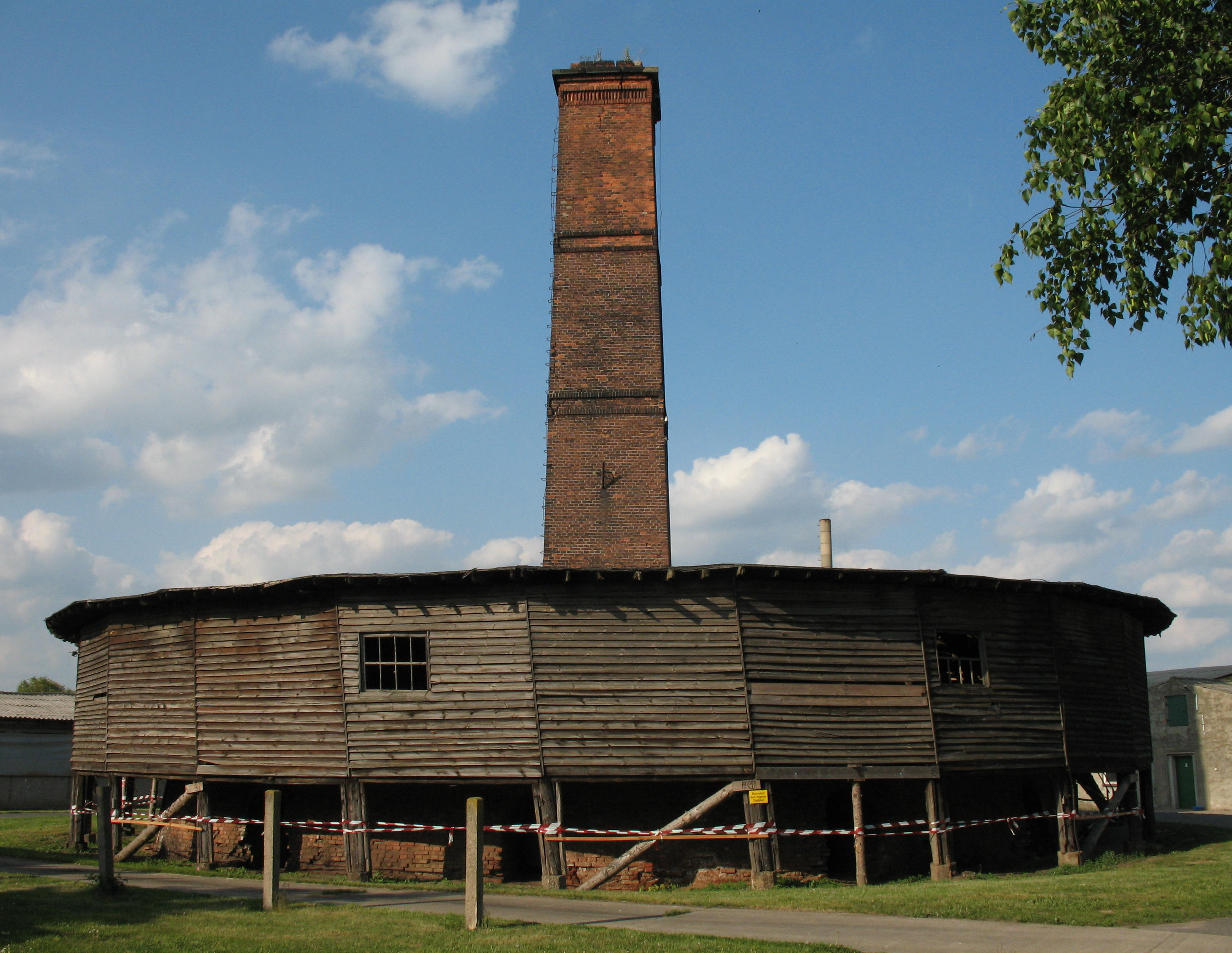
Hoffmans ringugn i Sachsen, Tyskland, är Europas äldsta bevarade i sitt slag.

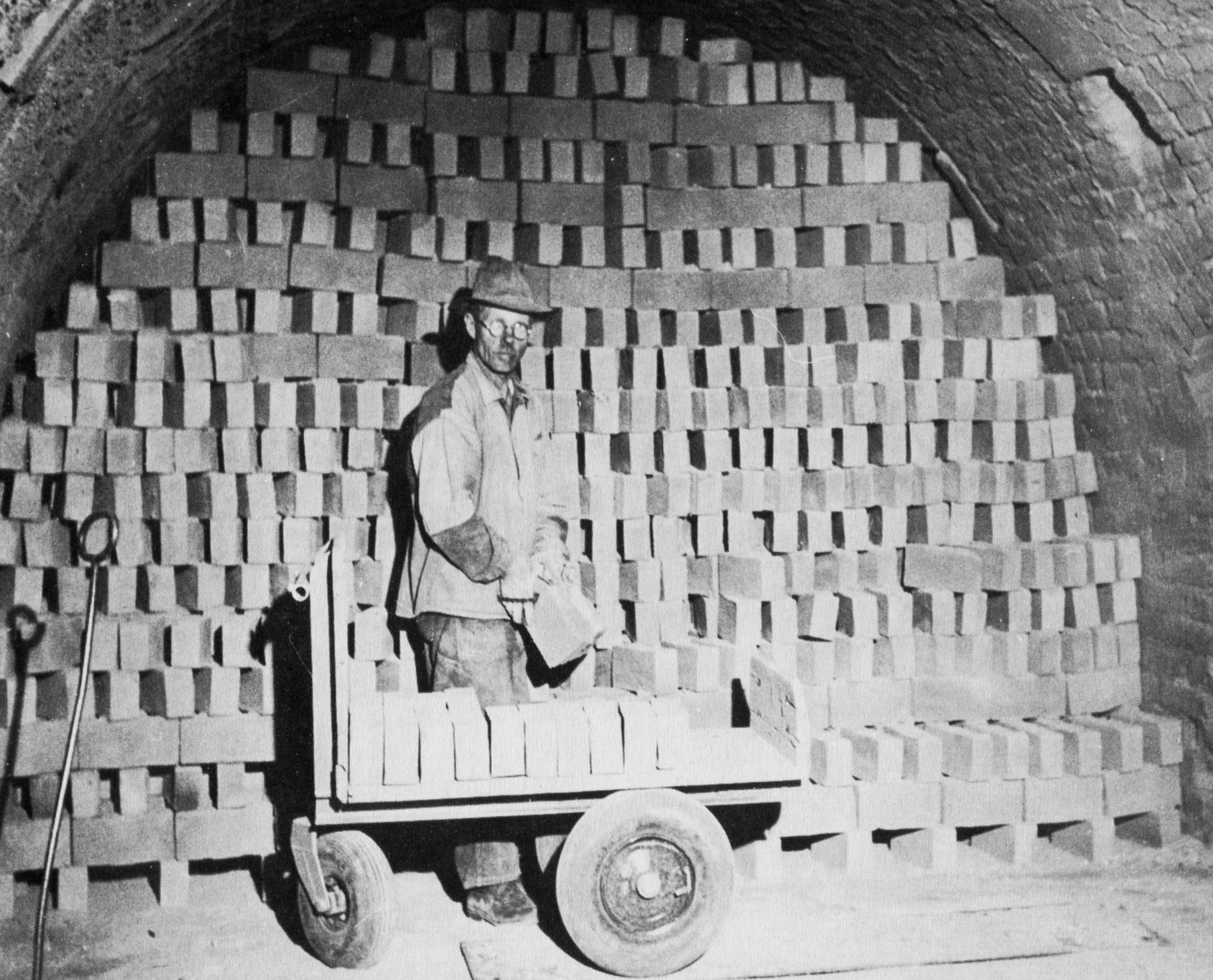
Inskjutaren sätter råsten i ringugnens kammare.

En ringugn är brännugn som användes i samband med tegeltillverkning. Har även använts för tillverkning av portlandscement. I en ringsugn flyttas eldningszonen hela tiden runt ugnen, medan i den modernare tunnelugnen ”vandrar” godset genom ugnen.

## Historik
Den första fungerande ringugnen konstruerades 1839 . Drygt 20 år senare fick Friedrich Eduard Hoffmann patent på ringungnen men förlorade det när det avslöjades att den redan hade uppfunnits. Ringungnen möjliggjorde en kontinuerlig och kontrollerbar tegelbränning med samtidigt upp till 70 procent mindre åtgång av bränsle. De första ringugnarna hade cirkulär planform, senare modeller blev allt mer ovala och utdragna. Hoffmans patent i Sverige gick ut år 1874.
Den allra första ringugnen i Sverige användes för eldfast tegel och togs i bruk år 1866 i Höganäs. Senare ringugnar uppförda i Sverige hade en avlång form (så kallad långugn), då detta ger bättre värmeekonomi.
I Sverige byggdes 1872 vid Skånska Cement AB tegelbruk i Lomma den första ringugnen för bränning av vanligt murtegel. Nästa år byggdes en ringugn vid Pålsjö tegelbruk i Lund.
I slutet av 1940-talet avlöstes ringugnen av tunnelugnen.

## Funktion
Ringugnen enligt Hoffmanns princip hade mellan 10 och 16 brännkamrar anordnade kring en skorsten. Ringugnen var oftast gjord av tegel med lerbruk. Ringugnar (långugnar) för bränning av murtegel i Sverige hade 14-20 kamrar. Ofta med en volym av 20-50 kubikmeter per kammare. Intill ringugnen fanns en skorsten, ofta 30-40 meter hög för att få bra drag. I kamrarna staplades råstenen på ett speciellt sätt av den så kallade inskjutaren. Arbetet krävde ordentliga kunskaper eftersom råsten skulle travas i ugnen så att tillräcklig med kanaler för bränsle, luft och eld skulle bildas. Kamrarna matades uppifrån med bränsle (ved, kol eller torv) av bränsleinskjutaren. En av kamrarna var öppen medan de övriga igenmurade. Förbränningsluften strömmade från den öppna kammaren över brännzonen till skorstenen.
Genom att öppna respektive stänga kamrarna i följd vandrade brännzonen kontinuerlig genom de olika kamrarna en efter en och brände godset. Brännhastigheten varierade från 5 till 12 meter per dygn. Ett helt varv tog ungefär en till två veckor, beroende på ringugnens storlek. Draget och därmed temperaturen i ugnen reglerades av brännaren med hjälp av spjäll och nytt bränsle tillfördes vid behov. Temperaturen i brännzonen för bränning av murtegel låg på 900 till 1100 °C. För eldfast tegel var temperaturen högre. Teglet i den avsvalnade kammaren hade en temperatur på cirka 40 °C och kunde tas ut samt ersättas med ny råsten.